# 64 Tanteidan: Kira to Kaiketsu!
Kira tto Kaiketsu! 64 Tanteidan (キラッと解決! 64探偵団) és un videojoc del tipus de societat per la Nintendo 64. Va ser llançat al Japó el 1998.